# Maesetsu!
Maesetsu!: Opening Act (まえせつ！?) es una serie de anime original coanimada por Studio Gokumi y AXsiZ, dirigida por Yuu Nobuta y escrita por Tōko Machida. Los diseños originales de los personajes son proporcionados por Kagami Yoshimizu, el autor de Lucky☆Star, mientras que Katsuzo Hirata adapta los diseños para la animación. La serie está programada para estrenarse en 2020.

## Personajes

### Tokonatsu
Fubuki Kitakaze (北風ふぶき Kitakaze Fubiki?)
 Seiyū: Aguri Ōnishi
Mafuyu Kogarashi (凩まふゆ Kogarashi Mafuyu?)
 Seiyū: Naomi Ōzora

### R凸
Rin Araya (新谷りん Araya Rin?)
 Seiyū: Hiromi Igarashi
Nayuta Asōgi (朝生祇なゆた Asōgi Nayuta?)
 Seiyū: Sakura Nakamura

### Tsundora
Manatsu Kogarashi (凩まなつ Kogarashi Manatsu?)
 Seiyū: Yūki Takada
Kanae Kanari (金成かなえ Kanari Kanae?)
 Seiyū: Nozomi Furuki

### JK Cool
Eru Kusaba (草葉える Kubasa Eru?)
 Seiyū: Asuka Aida
Arashi Waraino (藁猪野あらし Waraino Arashi?)
 Seiyū: Ayaka Shimizu

### Freak!
Junki Tomita (富田純基 Tomita Junki?)
Seiyū: él mismo
Ubu no Hatsuna (うぶのハツナ?)
Seiyū: ella misma

### BANBANBAN
Masatake Yamamoto (山本正剛 Yamamoto Masatake?)
Seiyū: él mismo
Hiromi Sameshima (鮫島一六三 Sameshita Hiromi?)
Seiyū: él mismo

### Otros personajes
Hajime Nakama (中間はじめ Nakama Hajime?)
 Seiyū: Risako Murai
Gerente (店長 Tenchō?)
 Seiyū: Kentarō Tone
Carlos Ali (カーロス・アリ Kārosu Ari?)
 Seiyū: Seirou Ogino
Tía Keiko (けいこおばちゃん Keiko oba-chan?)
 Seiyū: Rei Shimoda